# Плоньск
Плоньск (пол. Płońsk) — город в Польше, входит в Мазовецкое воеводство, Плоньский повят. Имеет статус городской гмины. Занимает площадь 11,6 км². Население — 21 591 человек (на 2022 год).

## История
В 1881 году из 7800 жителей города 4500 были евреи.

## Известные люди, связанные с Плоньском
- Давид Бен-Гурион, первый премьер-министр Израиля — родился в Плоньске, в Российской Империи.
- Будко, Йосеф — живописец, график, иллюстратор книг.
- Добровольский, Станислав Рышард, польский поэт, писатель и переводчик — почётный гражданин Плоньска.

## Фотографии

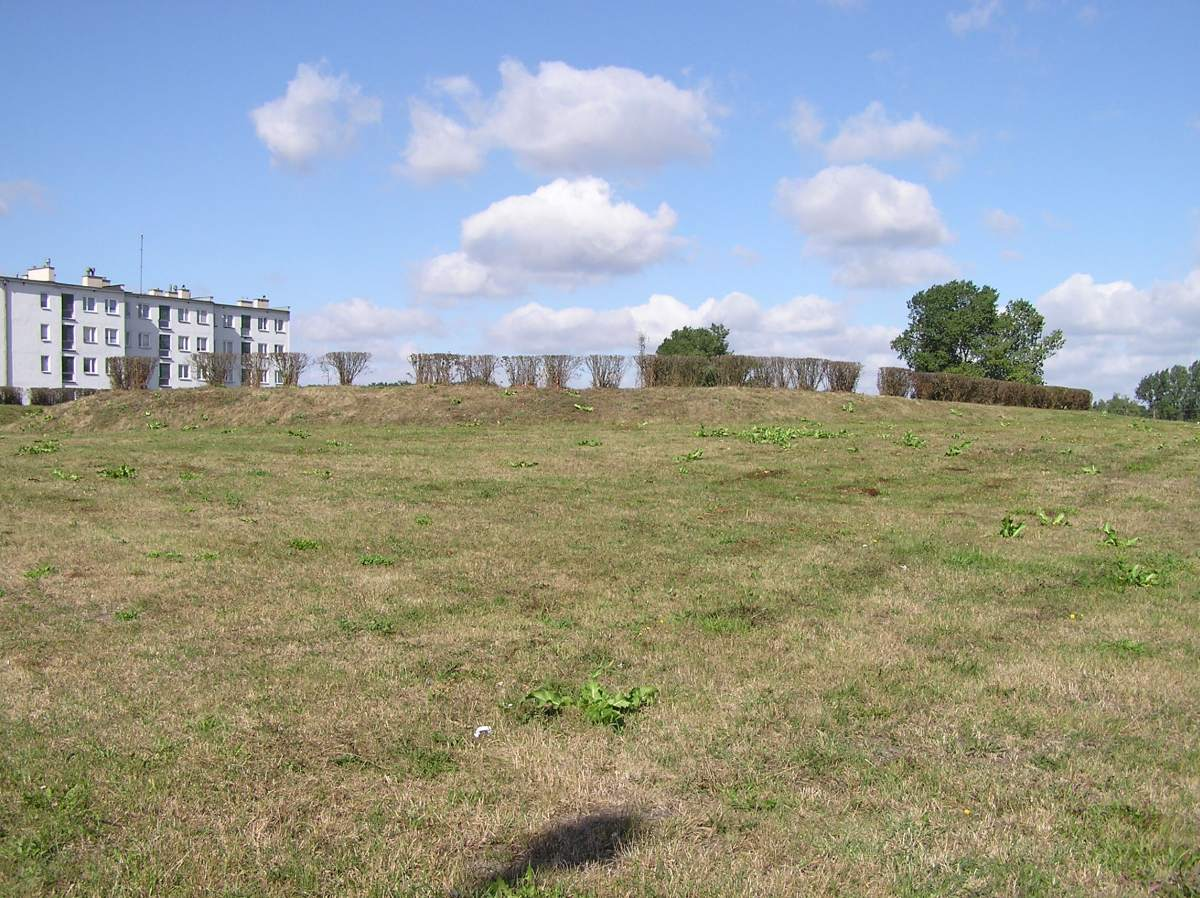
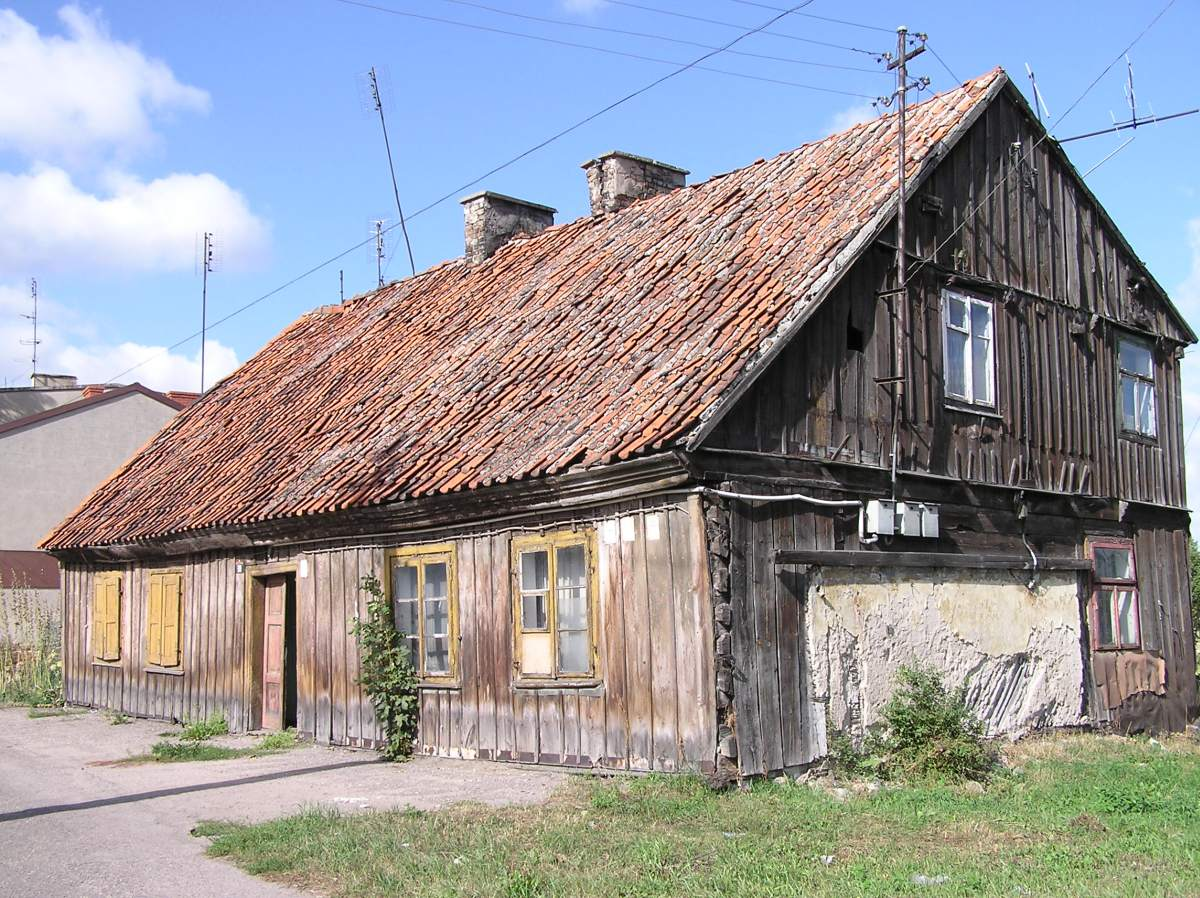
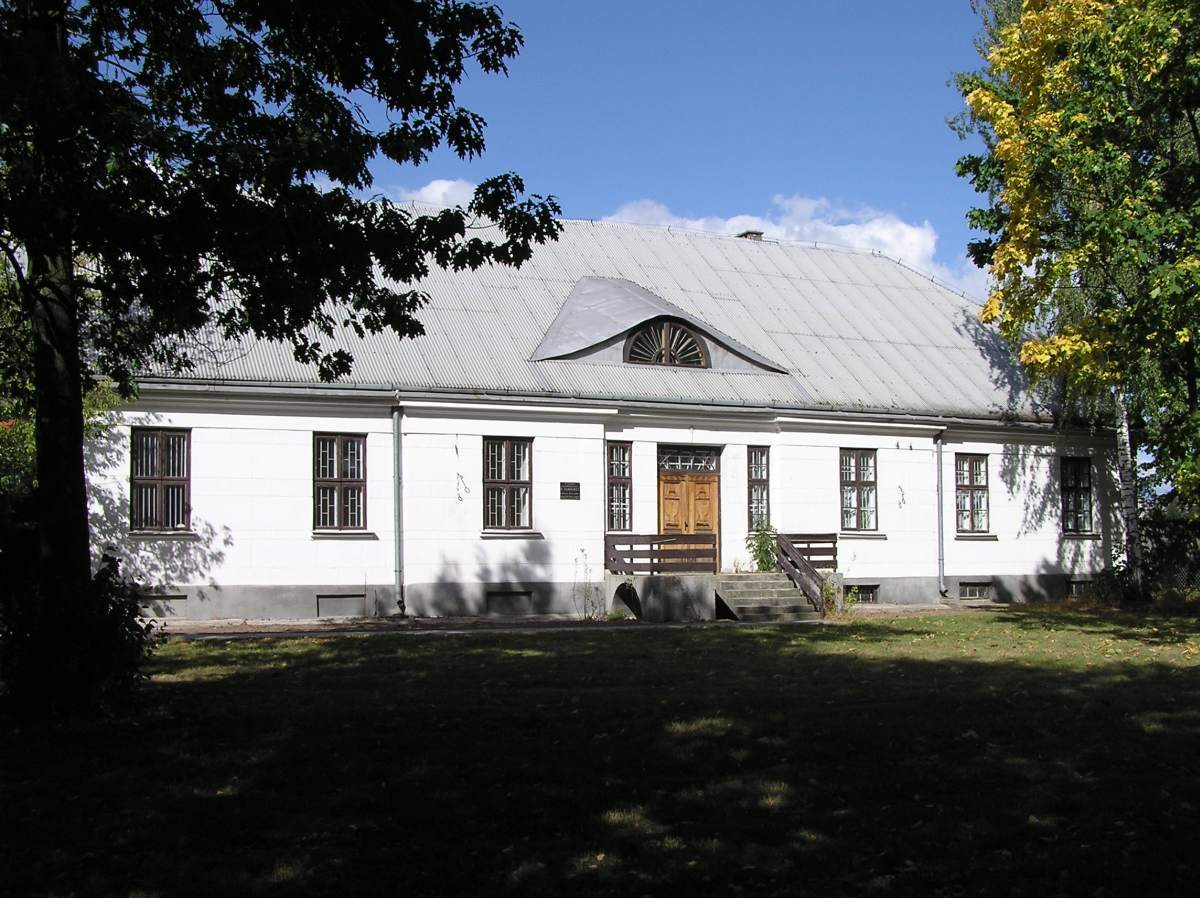
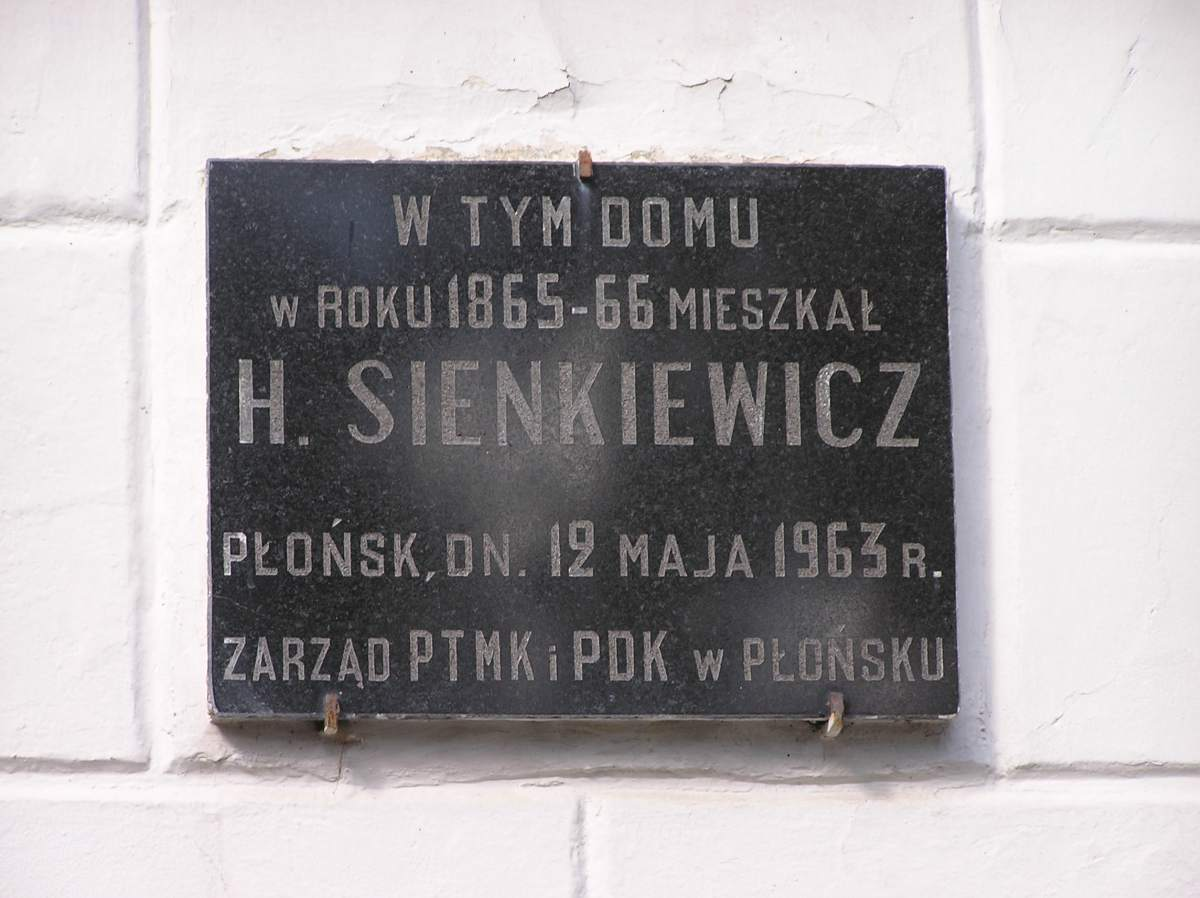
Памятная доска Генрика Сенкевича на доме в Плоньске